# لينغيوان
لينغيوان (بالصينية: 凌源市) هي مدينة على مستوى مقاطعة، في الصين، تقع في تشاويانغ، وتشاويانغ، ومقاطعة ريهي، بلغ عدد سكانها 570,660 نسمة وذلك حسب إحصائيات سنة 2010، تبلغ مساحتها 3,297.1 كيلومتر مربع، رمزها البريدي هو 122500.

## التقسيمات الإدارية
- Lingbei  [لغات أخرى]‏
- Chengguan  [لغات أخرى]‏
- Wanyuandian  [لغات أخرى]‏.